# Resident Evil: Infinite Darkness
Pour les articles homonymes, voir Resident Evil (homonymie).
Resident Evil: Infinite Darkness est une série télévisée d'animation japonaise créée par Hiroyuki Kobayashi, d'après la série de jeux vidéo Resident Evil de Capcom. Elle est produite par TMS Entertainment et animée par ordinateur par Quebico. La diffusion commence le 8 juillet 2021 sur Netflix pour coïncider avec les 25 ans de la sortie du premier jeu de la franchise vidéoludique en 1996.
La série met en scène les personnages Leon S. Kennedy et Claire Redfield, introduits dans le jeu Resident Evil 2 (1998) .

## Synopsis
En 2006, la Maison-Blanche est la cible d'une attaque informatique. L'agent fédéral Leon S. Kennedy est chargé d'enquêter sur l'incident. Dans les couloirs de la Maison Blanche, Leon retrouve Claire Redfield, membre de l'ONG TerraSave, qui lui montre des dessins très inquiétants faits par un jeune réfugié. Ils sont ensuite attaqués par des zombies qui prennent d'assaut le bâtiment,.

## Distribution

### Voix japonaises
- Toshiyuki Morikawa : Leon S. Kennedy
- Yūko Kaida : Claire Redfield
- Fumihiko Tachiki : Jason
- Megumi Han : Shen May
- Kenji Nojima : Patrick
- Aruno Tahara (ja) : Secrétaire à la Défense Wilson
- Kazuhiko Inoue : Président  Graham
- Mitsuru Ogata (ja) : Ryan

### Voix américaines
- Nick Apostolides[5] : Leon S. Kennedy
- Stephanie Panisello[5] : Claire Redfield
- Ray Chase (en) : Jason
- Jona Xiao (en) : Shen May
- Billy Kametz : Patrick
- Brad Venable : Secrétaire à la Défense Wilson
- Joe J. Thomas : Président Graham
- Doug Stone : Ryan

### Voix françaises
- Anatole de Bodinat :  Leon S. Kennedy
- Kelly Marot : Claire Redfield
- Boris Rehlinger : Jason
- Geneviève Doang : Shen May
- Sébastien Desjours : Patrick
- Éric Aubrahn : Ryan

## Production
À propos du style d'animation et de la mise en scène, le réalisateur Eiichirō Hasumi déclare « Même s'il s'agit d'un animé entièrement en CGI, j'ai fait en sorte d'ajuster le travail de la caméra et de la lumière pour me rapprocher le plus possible d'un tournage en prises de vues réelles avec un sens du réalisme, explique-t-il dans un communiqué. J'espère que les fans, tout comme les novices, aimeront la série. »
Les voix américaines de Leon S. Kennedy et Claire Redfield sont assurées respectivement par Nick Apostolides et Stephanie Panisello, qui les avaient déjà doublés dans le jeu Resident Evil 2 (2019), remake du Resident Evil 2 sorti en 1998.